# Cicciabomba
Cicciabomba è un film italiano del 1982 diretto da Umberto Lenzi con Donatella Rettore al suo unico film da protagonista.

## Trama
Venezia. Miris è l'opposto di sua sorella Deborah, che è appariscente, viziata, ammirata da tutti e che ha una storia con Mirko Mariani, il ragazzo più bello del paese. Miris, invece, vive per la musica, frequenta solo le sue amiche bruttine, viene spesso presa in giro a causa del suo peso e lavora come speaker in una piccola radio cattolica locale. Tramite la sua rubrica, Miris ascolta e dà consigli alle persone che soffrono.
Un giorno il fidanzato di Deborah, per vendicarsi di uno scherzo di Miris, la chiama in diretta spacciandosi per un ragazzo timido, dolce e balbuziente; lei finisce per invaghirsene. Quando si presenta all'appuntamento col ragazzo, Miris scopre di essere stata presa in giro: umiliata, decide di suicidarsi mangiando cioccolatini e respirando gas fino a morire. Ma nella scatola scopre un biglietto che le fa vincere un viaggio a New York.
All'aeroporto incontra per caso la baronessa Von Kemps, che è in cerca di una testimonial obesa per il lancio della sua nuova cura dimagrante. Dopo alcune settimane la cura ha effetto e Miris, dopo aver perso ben quaranta chili, diventa una fotomodella, invaghendosi nel frattempo del dottor Arthur.
Torna però in Veneto, appena in tempo per salvare la sorella che sta per suicidarsi poiché abbandonata da Mirko, che sta per sposare, per convenienza, Simona, la figlia del sindaco. A quel punto la nuova Miris decide di vendicarsi per la sorella e per tutte le umiliazioni subite in passato. Riuscita nel suo scopo, dopo avere umiliato lo spaccone e aver riportato all'altare la sorella Deborah, Miris riparte per l'America con Arthur.

## Musica
I brani che fanno da colonna sonora al film sono:
1. Rettore – This Time
2. Rettore – M'è scoppiata la testa
3. Rettore – I'm Gonna Be Crazed (traduzione inglese del brano "M'è scoppiata la testa")
4. Rettore – Canta Sempre
5. Blue Öyster Cult – Heavy Metal Black and Silver
6. Blue Öyster Cult – Fire of Unknown Origin
7. Saxon – Motorcycle Man
8. Saxon – 747 (Strangers in the Night)
9. Saxon – Wheels of Steel
10. Saxon – Machine gun

Nel corso del film si possono sentire altri 2 pezzi di Rettore, ovvero Il mimo (dall'album Brivido divino) e Le mani (da Magnifico delirio).